# Giovanni Domenico Stefanelli
Giovanni Domenico Stefanelli OP (ursprünglich Biagio Stefanelli; * 15. Juni 1779 in Vico Pancellorum, Bagni di Lucca; † 5. Februar 1852 in Rom) war ein italienischer römisch-katholischer Geistlicher und Erzbischof von Lucca.

## Leben

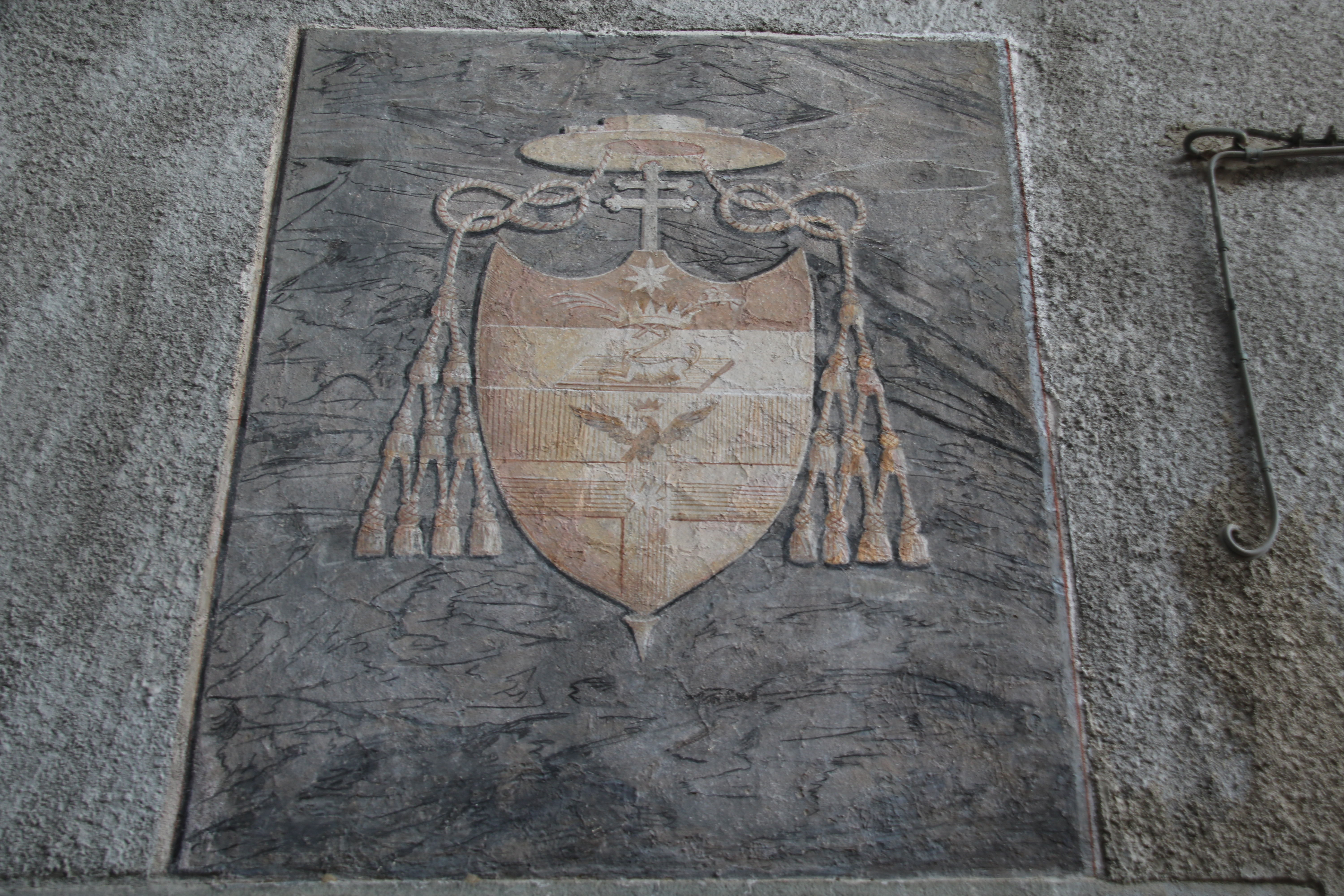
Erzbischofswappen von Giovanni Domenico Stefanelli (Darstellung in Vico Pancellorum)

Bei seinem Eintritt in den Dominikanerorden nahm er den Ordensnamen Giovanni Domenico an, daneben taucht auch die Namensform Giovan Domenico auf. Die Priesterweihe empfing Giovanni Domenico Stefanelli am 3. April 1802. Er wurde am 6. August 1817 Magister der Theologie. Während der folgenden 19 Jahre war er Inquisitor der Stadt Spoleto, bis er am 11. Juli 1836 zum Erzbischof von Lucca ernannt wurde.
Die Bischofsweihe spendete ihm am 25. Juli 1836 Kardinal Giacomo Luigi Brignole; Mitkonsekratoren waren die Erzbischöfe Antonio Luigi Piatti, Vizegerent von Rom, und Kurienerzbischof Giuseppe Maria Vespignani. Am 9. August 1836 wurde Giovanni Domenico Stefanelli zum Päpstlichen Thronassistenten ernannt.
Als es 1844 zu einer Pfarrerwahl durch das Volk der Pfarrei in Lammari kam, verließ Giovanni Domenico Stefanelli aufgrund des hieraus entstandenen Konflikts am 11. März desselben Jahres die Diözese, da er den Kandidaten abgelehnt hatte. Am 18. Dezember 1844 verzichtete er auf das Erzbistum Lucca und wurde am 20. Januar 1845 von Papst Gregor XVI. zum Titularerzbischof von Traianopolis in Rhodope ernannt. Er zog sich in den Dominikanerkonvent von Santa Maria sopra Minerva zurück. Am 28. April 1846 wurde er zum Konsultor der Kongregation Propaganda fide berufen.